# Darja Schauha
Darja Schauha (belarussisch Дар'я Шоха, eng: Darya Shauha; * 30. September 2003) ist eine belarussische Tennisspielerin.

## Karriere
Schauha spielt vorrangig auf der ITF Women’s World Tennis Tour, wo sie bislang zwei Titel im Einzel und einen im Doppel gewann.

## Turniersiege

### Einzel
| Nr. | Datum           | Turnier             | Kategorie | Belag     | Finalgegnerin | Ergebnis      |
| --- | --------------- | ------------------- | --------- | --------- | ------------- | ------------- |
| 1.  | 2. Oktober 2022 | Scharm asch-Schaich | ITF W15   | Hartplatz | Aljona Falej  | 6:2, 7:63     |
| 2.  | 5. Februar 2023 | Scharm asch-Schaich | ITF W15   | Hartplatz | Wu Ho-ching   | 4:6, 6:3, 6:3 |

### Doppel
| Nr. | Datum           | Turnier             | Kategorie | Belag     | Partnerin        | Finalgegnerinnen           | Ergebnis          |
| --- | --------------- | ------------------- | --------- | --------- | ---------------- | -------------------------- | ----------------- |
| 1.  | 4. Februar 2023 | Scharm asch-Schaich | ITF W15   | Hartplatz | Katarína Kužmová | Sabina Dadaciu Anca Todoni | 6:3, 6:75, [10:3] |